# Johann Joseph von Trautson
 Johann Joseph von Trautson, né le 27 juillet 1704 à Vienne et mort le 10 mars 1757 à Vienne, est un cardinal autrichien du XVIIIe siècle.

## Biographie
Johann Joseph von Trautson est élu archevêque titulaire de Carthage et coadjuteur de Vienne en 1730. Il succède au siège de l'archidiocèse de Vienne en 1751. Le pape Benoit XIV le crée cardinal au consistoire du 5 avril 1756.

### Sources
- Ressources relatives à la religion :   - Catholic Hierarchy
  - Cardinals of the Holy Roman Church
- Notice dans un dictionnaire ou une encyclopédie généraliste :   - Deutsche Biographie
- Notices d'autorité :   - VIAF
  - ISNI
  - LCCN
  - GND
  - Tchéquie
  - WorldCat